# Linia kolejowa nr 192
Linia kolejowa nr 192 – wyłączona aktualnie (2020) z eksploatacji, jednotorowa, niezelektryfikowana linia kolejowa powstała w 1914 roku, łącząca nieczynną stację Syrynia ze stacją w Pszowie obsługującą KWK Anna. Do 1974 roku linia była wykorzystywana również w ruchu pasażerskim. W Syryni linia łączy się z linią nr 176. Po wyłączeniu z eksploatacji łącznicy pomiędzy posterunkami odgałęźnymi w Bluszczowie i Buglowcu w roku 1986 przejazdy odbywały się jedynie w kierunku stacji w Markowicach.